# Mûres
 Mûres  es una población y comuna francesa, en la región de Ródano-Alpes, departamento de Alta Saboya, en el distrito de Annecy y cantón de Alby-sur-Chéran.

## Demografía
| 290 | 264 | 266 | 320 | 472 | 650 |
| Para los censos de 1962 a 1999 la población legal corresponde a la población sin duplicidades (Fuente: INSEE [Consultar]) |     |     |     |     |     |